# Ong Seong-wu
Ong Seong Wu (hay còn được viết là Ong Seong Woo, Hangul: 옹성우, sinh ngày 25 tháng 8 năm 1995 tại Guwol, quận Namdong, thành phố Incheon), là một nam diễn viên kiêm ca sĩ người Hàn Quốc, cựu thành viên nhóm nhạc nam Wanna One. Ngày 22 tháng 7 năm 2019, anh ra mắt trong vai trò diễn viên với vai nam chính trong bộ phim truyền hình At Eighteen  phát sóng trên đài JTBC.

## Tiểu sử
Năm 2008, khi đang học năm thứ nhất trường trung học cơ sở Guwol, Ong Seong Wu cùng với ban nhạc của mình (vị trí của anh trong ban nhạc là chơi trống), đã tham gia vào cuộc thi tranh tài giữa các ban nhạc tại Youth Song Festival và đã giành được giải thưởng cao nhất. Nhờ điều này Ong Seong Wu đã được Lion Media chiêu mộ. Ngay sau khi nhận được lời mời audition của Lion Media, anh đã đăng tải trên trang café cá nhân vào ngày 23 tháng 5 năm 2008: "Tôi tin rằng nếu tôi làm việc chăm chỉ, tôi sẽ thành công. Tôi sẽ làm được!"
Tháng 9 năm 2008, Ong Seong Wu chính thức trở thành thực tập sinh của Lion Media. Nhưng đó lại là sự khởi đầu của sự chờ đợi kéo dài suốt 10 năm. Khi một số nghệ sĩ nộp đơn kiện công ty chủ quản Lion Media, anh cũng đã định rời công ty nhưng thời hạn hợp đồng đã khiến anh không thể làm được điều đó. Anh đã nhận được một lời đề nghị của một công ty giải trí lớn nhưng vì hợp đồng của Lion Media “bó chân” mà anh đành phải bỏ lỡ cơ hội. Cứ như vậy, anh đã ngậm ngùi rời công ty vài năm sau đó mang theo giấc mơ được debut vẫn chưa thành. Sau này đã có bài báo nói về việc: Các ca sĩ thần tượng đã có những sang chấn tâm lý khi gặp khó khăn với những vấn đề của những công ty kiểu này.
Năm 2011, Ong Seong Wu quyết định theo học Khoa Thực hành Vũ đạo tại Trường Trung học Nghệ thuật Hanlim. Cùng thời gian này, anh đã tham gia lớp học nhảy poppin tại Winners Dance School và thường xuyên tham gia các cuộc thi nhảy poppin do câu lạc bộ này tổ chức. Trong cuộc phỏng vấn với tạp chí GQ Korea ngày 22 tháng 3 năm 2019, anh cho biết: “Thời gian học tại Trường Trung học Nghệ thuật Hanlim, nhiều công ty đã đến trường của tôi, tìm tôi và đưa cho tôi danh thiếp. Tôi đã từ chối và sau khoảng 9 đến 10 lần, họ mới nói rằng: “Tại sao vậy? Công ty của chúng tôi tốt mà”. Đúng là những công ty tốt. Tôi đã trả lời rằng: “Tôi không có ý định trở thành người nổi tiếng. Tôi chỉ muốn nhảy là sở thích của mình thôi”. Khi còn nhỏ, tôi chỉ có một ước mơ duy nhất, nhưng nó quá khắc nghiệt và nhận lại chỉ là vết thương lòng. Nhưng điều thú vị là, dù tôi có vết thương lòng đó, tôi vẫn nhảy, vẫn hát và diễn xuất. Mặc dù bị tổn thương, nhưng tôi vẫn muốn làm những việc đó”.
Năm 2014, Ong Seong Wu theo học khóa 11, Khoa Nghệ thuật Diễn xuất tại trường Đại học Dong Seoul với chuyên ngành chính là diễn xuất. Khi là sinh viên năm thứ 2, anh rất năng nổ trong mọi hoạt động khi giữ chức vụ đại diện khoa. Sau khi vào đại học, tuy theo học diễn xuất nhưng anh vẫn tiếp tục tham gia học nhảy tại 20th Century B-Boys.
Bên cạnh đó, anh cũng đã thử sức ở rất nhiều công việc làm thêm chẳng hạn như: người mẫu của trung tâm mua sắm, người mẫu tóc, người mẫu kính, vai phụ trong quảng cáo của Trung Quốc, nhân viên quán cà phê...
Tháng 8 năm 2016, khi đang theo học tại trường Đại học Dong Seoul, Ong Seong Wu đã tham gia thử vai trong cuộc thi tìm kiếm tài năng diễn xuất của công ty Fantagio theo lời giới thiệu của một giáo sư trong khoa. Và kết quả là anh đã được lựa chọn và trở thành thực tập sinh diễn viên.
Trên thực tế, Ong Seong Wu được mệnh danh là “quân bài bí ẩn”, là “vũ khí” mạnh nhất của công ty Fantagio.  Trong thời kỳ thực tập sinh, anh luôn được đánh giá là “át chủ bài”. Không chỉ nổi trội về các mặt, từ ca hát, vũ đạo đến diễn xuất, anh còn được biết đến là một thực tập sinh có nhân cách tốt, biết quan tâm đến người khác.
Trong bài đánh giá năng lực giữa kỳ của các thực tập sinh công ty Fantagio, anh đã “khoe” được khả năng đánh trống đặc biệt của mình.
Cuối năm 2016, Ong Seong Wu đã nhận được lời đề nghị từ công ty là tham gia vào chương trình sống còn Produce 101 mùa 2. Ban đầu, anh đã do dự với lời đề nghị bởi trước đây anh đã gặp phải sang chấn tâm lý khi cố gắng trở thành idol ở công ty quản lý cũ, tuy nhiên sau khi nhận được lời động viên từ CEO của công ty, anh đã quyết định tham gia chương trình.
Vào ngày 3 tháng 10 năm 2017, sau khi ra mắt với tư cách là thành viên Wanna One, tại cuộc họp báo fanmeeting tổ chức ở Hồng Kông, Ong Seong Wu đã cho mọi người biết giấc mơ thời thơ ấu của mình: “Khi là học sinh tiểu học vì thích đánh trống nên tôi đã có giấc mơ trở thành một tay trống, khi học cấp 2, tôi muốn trở thành idol, khi học cấp 3, tôi muốn trở thành dancer, còn khi học đại học tôi lại muốn trở thành diễn viên.”

## Sự nghiệp

### 2017: Produce 101 Season 2
Ở tập 1 của chương trình, Ong Seong Wu đã để lại ấn tượng mạnh cho các nhà sản xuất cũng như các thí sinh khác bằng tài năng (nhảy và hát) lẫn ngoại hình (khuôn mặt diễn viên) của mình. Ngay sau phần thi đánh giá tài năng, anh đã được xếp vào lớp A của Produce 101 Mùa 2.
Ong Seong Wu luôn duy trì cho mình vị trí xếp hạng khá đáng nể 8-4-4-4-6-7-8-5, anh chưa từng một lần lọt ra khỏi top 11 trong suốt 11 tập.
Xếp vị trí thứ 5 trong số 11 thành viên ở đêm chung kết (với 984.756 số phiếu bình chọn), Ong Seong Wu đã thành công ra mắt với tư cách là một thành viên của Wanna One, và giấc mơ ca sĩ của anh đã trở thành hiện thực sau 10 năm ấp ủ.

### 2017 - 2018: Thành viên Wanna One
Ngày 7 tháng 8 năm 2017, Ong Seong Wu cùng các thành viên Wanna One chính thức debut với “Wanna One Premier Showcon” được tổ chức ở Gocheok Sky Dome với sự có mặt của 20.000 người hâm mộ.
Ong Seong Wu đảm nhận vị trí lead vocal trong nhóm. Anh sở hữu một giọng ca trong trẻo, tươi sáng, đầy nội lực, âm sắc đặc biệt. Anh là một trong bốn thành viên hát chính, đảm nhiệm phần chorus trong nhiều bài hát của nhóm. Ryan Jhun, nhà sản xuất của Nayana, và  Flow Blow, nhà sản xuất của ca khúc debut Energetic, khi được hỏi, đều đã trả lời là ấn tượng nhất với giọng hát của anh. Ngoài ra, nhà sản xuất bài hát Boomerang của Wanna One đã khen ngợi anh trên chương trình Musicoin: "Trong quá trình thu âm, cậu ấy có thể làm được tất cả với yêu cầu 200%-300%. Cậu ấy là thành viên duy nhất thực hiện 'one shot one kill' và đã hoàn thành việc thu âm chỉ trong một lần duy nhất".
Ong Seong Wu đảm nhiệm vị trí main dancer trong nhóm.  Kĩ năng nổi bật của anh là Popping. Điểm mạnh của anh mỗi khi nhảy đó là rất mạnh mẽ, dứt khoát. Đặc trưng của anh ấy là các động tác nhảy lên rất gọn gàng, từ tay cho đến chân đều rất uyển chuyển và nam tính.
Ong Seong Wu là một trong những thành viên đảm nhận vị trí visual của Wanna One. Anh sở hữu một vẻ đẹp kết hợp hài hòa, pha trộn giữa những tiêu chuẩn đẹp của cả phương đông lẫn phương tây. Chính vì vậy khi Wanna One xuất hiện chính thức trước các phương tiện truyền thông để ghi hình chương trình Happy Together 3 vào ngày 28 tháng 7 năm 2017, và tại buổi họp báo khi nhóm tổ chức debut showcase vào ngày 8 tháng 7 năm 2017, Ong Seong Wu đã được báo chí và netizen của Hàn Quốc đặt cho các nickname sau:
- Ongvid (Đẹp như tượng điêu khắc), ghép từ Ong và David (là một bức tượng do Michelangelo điêu khắc từ năm 1501 đến 1504, là một kiệt tác của nghệ thuật điêu khắc thời Phục Hưng.
- Hellenism (Vẻ đẹp Hy Lạp).
- 4th Visual Revolution (Cuộc cách mạng visual lần thứ 4).[7][8]

Ngoài ra Ong Seong Wu còn được biết đến là người có khuôn mặt của một diễn viên. Trước khi tham gia Produce 101 mùa 2, anh đã tham gia diễn xuất trong bộ phim ngắn có tựa đề “Seongwoo is alright” để chuẩn bị debut làm diễn viên. Bộ phim ngắn này sau đó đã được công ty Fantagio phát hành trên Naver TV vào ngày 19 tháng 6 năm 2017 và phát hành trên màn ảnh rộng vào tháng 1 năm 2019. Sau đó anh đã xuất hiện đặc biệt trong webdrama "Idol Fever" phát sóng tháng 7 năm 2017, đóng cùng các thành viên nhóm SURPRISE U.
Sau khi debut, Ong Seong Wu đã diễn xuất trong một đoạn kịch ngắn trên chương trình SNL của đài tvN phát sóng ngày 19 tháng 8 năm 2017,  và đã nhận được nhiều phản ứng tốt của khán giả với cách diễn tự nhiên.
Diễn xuất của Ong Seong Wu còn được thể hiện rất tốt qua 2 MV là “Beautiful” của Wanna One phát hành vào ngày 13 tháng 11 năm 2017, và “Only You” của ca sỹ Huh Gak phát hành vào ngày 27 tháng 11 năm 2017.
Ong Seong Wu là một người có tính cách hài hước, anh cho biết anh muốn mang lại tiếng cười cho mọi người để cho mọi người xung quanh luôn vui vẻ, thoải mái. Anh còn được công chúng công nhận là nghệ sĩ có kỹ năng giải trí. Trong Happy Together 3, anh đã tạo ra tiếng cười thông qua tài ăn nói đầy tinh tế, hóm hỉnh. Hay như trong Weekly Idol, anh đã khiến cho những người xem truyền hình bật cười khi thể hiện tài lẻ của mình là mô phỏng tiếng đàn haegeum (một loại đàn kéo của Hàn Quốc).
Bên má trái của Ong Seong Wu có 3 nốt ruồi tựa như 3 chòm sao.
Con sóc và hải cẩu dường như đã trở thành biểu tượng mỗi khi nói đến hình dáng của Ong Seong Wu.

### 2019 – nay: Diễn viên và Ca sĩ solo

#### Sự nghiệp diễn xuất
Ngày 1 tháng 1 năm 2019, Ong Seong Wu trở về công ty Fantagio bắt đầu sự nghiệp diễn xuất. Ngày 17 tháng 1 năm 2019, anh xác nhận đóng vai nam chính trong bộ phim Khoảnh khắc tuổi 18 cùng với Kim Hyang-gi. Ngay sau khi các phương tiện truyền thông đưa tin xác nhận, từ khoá 열여덟의순간 (tên tiếng Hàn của bộ phim Khoảnh khắc tuổi 18), đã trở thành cụm từ được tìm kiếm nhiều nhất trên Naver..
Ngày 22 tháng 7 năm 2019, Ong Seong Wu đã debut làm diễn viên thành công trên JTBC. Ngay sau khi phát sóng Tập 1, từ khoá "열여덟의순간 옹성우" (Khoảnh Khắc Tuổi 18 Ong Seong Wu) trở thành cụm từ được tìm kiếm nhiều nhất trên Naver và Daum. Ngoài ra, tập đầu tiên của bộ phim đã có khởi đầu suôn sẻ khi rating trung bình toàn quốc đạt 3,009% và tập cuối cùng đạt 3,882%..
Trong thời gian 8 tuần phát sóng bộ phim Khoảnh khắc tuổi 18 từ ngày 22 tháng 7 đến ngày 10 tháng 9 năm 2019, Ong Seong Wu đã 3 tuần đứng thứ nhất và 5 tuần đứng thứ 2 trong Top 10 diễn viên được quan tâm nhiều nhất theo công bố của GOOD DATA. Trên bảng xếp hạng thương hiệu diễn viên tháng 8 năm 2019, anh đứng ở vị trí thứ 4. Nhờ diễn xuất xuất sắc trong Khoảnh khắc tuổi 18, anh đã nhận được rất nhiều giải thưởng tại các Lễ trao giải.
Với vai diễn đầu tiên trong sự nghiệp, Ong Seong Wu đã nhận được rất nhiều lời khen về diễn xuất từ nhà sản xuất và khán giả. Trong một số cuộc phỏng vấn, giám đốc sản xuất Oh Hwan Min của bộ phim Khoảnh khắc tuổi 18 đã cho biết: “Trước khi quay phim, Ong Seong Wu đã chuẩn bị rất nhiều. Cảm giác như cậu ấy đã dồn hết tâm huyết vào bộ phim này. Cậu ấy đã làm tốt hơn mong đợi khi thể hiện cảm xúc và nội tâm bên trong của nhân vật. Khi diễn xuất, cậu ấy đã diễn bằng tất cả sự chân thành. Kỳ vọng của đội ngũ sản xuất chỉ là 50, nhưng trên thực tế Ong Seong Wu đã đạt được mức 100”. “Cậu ấy luôn cầm kịch bản trên tay, nếu có đoạn nào mà cậu ấy thắc mắc, hoặc thấy đoạn đó khó thể hiện, cậu ấy sẽ thảo luận với biên kịch và các diễn viên khác. Cậu ấy thực sự đã rất chăm chỉ. Cậu ấy diễn đã tốt rồi, cộng với sự chăm chỉ của mình, nên không có bình luận xấu nào dành cho cậu ấy cả. Điều đó không dễ gì mà có được. Đặc biệt là các đánh giá dành cho idol thường không được tốt, nhưng không có một lời chỉ trích nào về diễn xuất của cậu ấy. Cậu ấy đã làm tốt với tư cách một diễn viên”.
Ngày 30 tháng 9 năm 2019, Ong Seong Wu xác nhận tham gia phim điện ảnh đầu tiên trong sự nghiệp có tên Life is Beautiful, đóng cùng với 2 diễn viên tiền bối Ryu Seung Ryong và Yeom Jung Ah. Life is Beautiful dự định phát hành trên màn ảnh rộng ngày 30 tháng 12 năm 2020 nhưng dịch covid 19 nên đã rời ngày phát hành vào năm 2021 bởi LOTTE Entertainment.
Ngày 18 tháng 2 năm 2020, Ong Seong Wu xác nhận tham gia đóng vai nam chính Lee Soo, một nhiếp ảnh gia có vẻ ngoài điển trai, là một người có tài năng xuất chúng nhưng kiêu ngạo trong bộ phim truyền hình hài lãng mạn Hơn cả tình bạn. Bộ phim khởi quay ngày 13 tháng 4 năm 2020 và phát sóng trên đài JTBC từ ngày 25 tháng 9 năm 2020.

#### Sự nghiệp âm nhạc
Ngày 11 tháng 6 năm 2019, ca khúc Heart Sign với giọng hát của Ong Seong Wu được phát hành. Đây là bài hát nằm trong dự án âm nhạc mùa hè, hợp tác giữa Pepsi và Starship Entertainment.
Ngày 5 tháng 8 năm 2019, đài JTBC phát hành ca khúc Our Story nằm trong OST Part 2 của bộ phim Khoảnh khắc tuổi 18 với giọng ca ngọt ngào của Ong Seong Wu.
Ngày 25 tháng 3 năm 2020, Ong Seong Wu phát hành mini-album đầu tay LAYERS với ca khúc chủ đề Gravity, không những tham gia vào quá trình sản xuất mà tất cả các bài hát trong album đều do anh viết lời và soạn nhạc. LAYERS bao gồm 6 bài hát, là những cảm xúc mà anh đã trải qua trong năm 2019 và được lấy cảm hứng từ người hâm mộ. Trả lời phỏng vấn trên tạp chí VOGUE số phát hành tháng 4 năm 2020, anh cho biết: "Đây là album solo của tôi, nếu nó không phải là những câu chuyện của tôi thì còn có ý nghĩa gì nữa". Ngoài ra anh còn chia sẻ lý do phát hành album: "Tôi debut với tư cách là ca sĩ, nhưng khi học đại học, niềm đam mê và ước mơ của tôi là diễn xuất. Nếu tôi không phát hành album, thì những người yêu mến Ong Seong Wu với tư cách ca sĩ sẽ rất thất vọng. Đúng là tôi được gặp người hâm mộ thông qua chương trình tuyển chọn ca sĩ, khoảnh khắc đó thực sự ngập tràn hạnh phúc và tôi sẽ đền đáp fan của mình thông qua âm nhạc, đó là cách mà tôi và fan giao tiếp với nhau. Tôi muốn đi theo con đường diễn xuất lâu thật lâu nữa, nhưng sẽ không bao giờ quên xuất phát điểm của mình".
Ngay sau khi phát hành, LAYERS đã thống trị bảng xếp hạng iTunes ở nước ngoài, đứng thứ 3 trong bảng xếp hạng album toàn cầu, đứng đầu bảng xếp hạng album tại 8 quốc gia bao gồm Việt Nam, Thái Lan, Hồng Kông, Indonesia. Ngoài ra mini-album LAYERS còn thu hút sự chú ý khi đứng đầu Bảng xếp hạng Top K-pop Music Albums ở 10 quốc gia gồm Anh, Hungary, Việt Nam, Nhật Bản, Hồng Kông; đứng thứ 2 ở Mỹ và Canada . Cho tới nay, mini-album LAYERS đã bán được 70.106 bản trên GAON.
Ngày 12 tháng 5 năm 2020, Ong Seong Wu cùng nữ hoàng nhạc phim Baek Ji-young đã phát hành ca khúc song ca “Didn’t say anything”, đây là ca khúc song ca đầu tiên của Ong Seong Wu. Trong một cuộc phỏng vấn, nữ ca sĩ Baek Ji-young đã chia sẻ lý do mời anh hợp tác trong ca khúc này: "Ong Seong Wu làm gì cũng giỏi và là một người đa tài. Cậu ấy là một người tốt bụng và hát rất hay".

#### Người mẫu quảng cáo
Từ đầu năm 2019 đến nay, Ong Seong Wu là người mẫu độc quyền của các nhãn hàng: BANG BANG , THE SPRING HOME , RUPING , BEANPOLE SPORT , PEPSI , KAT MACONIE , ATELIER COLOGNE , LA MER , STYLE C, PRIMERA. Trong đó THE SPRING HOME đã ký hợp đồng người mẫu độc quyền với Ong Seong Wu trong 2 năm liên tiếp 2019 và 2020.

#### Các hoạt động khác
Ngày 7 tháng 3 năm 2019, anh được bổ nhiệm là Đại sứ Quan hệ Công chúng của Văn phòng Giáo dục Thành phố Incheon. Nhiệm kỳ Đại sứ của Ong Seong Wu kéo dài đến hết tháng 12 năm 2019.
Tối ngày 24 tháng 5 năm 2019, thông qua VLIVE, Ong Seong Wu chính thức thông báo tên fandom của mình là WELO. (Cách đọc theo tiếng Hàn là Wiro - nghĩa tiếng Hàn là sự an ủi, cách gọi dễ thương là Wirong, cách viết tiếng Anh theo cách gọi dễ thương là WELONG. Trong tiếng Hàn, phụ âm R và L đọc giống nhau, do vậy khi viết thì là WELO nhưng khi đọc lại là Wiro).
Fancafe của Ong Seong Wu giải thích ý nghĩa của WELO  như sau: 
- "WELO là viết tắt của "We Eternally Love Ong Seong Wu" (Chúng mình sẽ mãi mãi yêu Ong Seong Wu).
- Có nghĩa là các fan và Ong Seong Wu sẽ luôn bên cạnh động viên, an ủi nhau.
- Các fan hy vọng Ong Seong Wu với tư cách là một nghệ sỹ, sẽ càng thành công hơn trong tương lai.[37]

Ngày 17 tháng 10 năm 2019, Ong Seong Wu xác nhận tham gia chương trình thực tế về du lịch "Traveller" cùng với hai nam diễn viên Kang Ha Neul và Ahn Jae Hong. Anh đã bay sang Argentina ghi hình chương trình từ ngày 29 tháng 11 năm 2019 và trở về Hàn Quốc vào ngày 16 tháng 12 năm 2019. Chương trình phát sóng tập đầu tiên vào ngày 15 tháng 2 năm 2020 trên JTBC. Ngay sau khi phát sóng tập 1, từ tối ngày 15 tháng 2 đến chiều ngày 16 tháng 2 năm 2020, từ khóa Ong Seong Wu 5 lần trending #1 và máy ảnh Leica M10 của anh liên tục được tìm kiếm trên Naver.
Ngày 16 tháng 12 năm 2019, Ong Seong Wu phát hành lightstick chính thức. Ngày 18 tháng 12 năm 2019, anh đã lên Vlive thông báo tên lightstick là Bo-Ong (tiếng Hàn có nghĩa là lightstick của Ong).

#### Thành công trong sự nghiệp
Rất nhiều nhãn hàng mà Ong Seong Wu là người mẫu, sau khi mở bán sản phẩm đều sold out ngay lập tức, bao gồm THE SPRING HOME, RUPING, PEPSI, KAT MACONIE, ATELIER COLOGNE, LA MER. Trong đó THE SPRING HOME và ATELIER COLOGNE đã thông báo lợi nhuận đạt cao nhất năm 2019, ATELIER COLOGNE còn là sản phẩm nước hoa bán chạy nhất năm 2019.
Fanmeeting của Ong Seong Wu tổ chức tại Hàn Quốc và Thái Lan cũng sold out ngay khi mở bán (tại Hàn Quốc tổ chức vào ngày 11/01/2020, tại Thái Lan tổ chức vào các ngày 16/03/2019 và 18/01/2020). Ngoài ra lighstick (Bo-Ong) cũng đã sold out ngay lập tức vào ngày 16 tháng 12 năm 2019.
Từ khi debut làm diễn viên năm 2019 đến nay, Ong Seong Wu đã nhận được 9 giải thưởng về diễn xuất tại Hàn Quốc và Nhật Bản.
Ngày 29 tháng 3 năm 2021, báo cáo tài chính từ Fantagio cho biết, anh là nghệ sỹ solo mang lại lợi nhuận nhiều nhất cho công ty, số tiền mang về cho Fantagio qua từng năm như sau:
- Năm 2018 là 1,44 tỷ won.
- Năm 2019 là 3,125 tỷ won.
- Năm 2020 là 3,043 tỷ won.

Ong Seong Wu có thu nhập tương đối cao như vậy là nhờ hoạt động chăm chỉ, hầu như không có thời gian nghỉ ngơi từ đầu năm 2019 đến nay:
- Tháng 1 năm 2019: Tham gia các hoạt động cuối cùng của Wanna One (lễ trao giải, concert).
- Tháng 2 năm 2019: Chuẩn bị cho fanmeeting và nghiên cứu kịch bản bộ phim At Eighteen.
- Tháng 3 và tháng 4 năm 2019: Tổ chức fanmeeting tại Thái Lan, Malaysia và Singapore.
- Từ tháng 4 đến tháng 9 năm 2019: Tham gia đóng phim truyền hình At Eighteen.
- Từ cuối tháng 10 năm 2019 đến cuối tháng 1 năm 2020: Góp mặt trong bộ phim điện ảnh về âm nhạc có tên Life is Beautiful.
- Từ cuối tháng 11 đến giữa tháng 12 năm 2019: Anh cùng với hai nam diễn viên Kang Ha Neul và Ahn Jae Hong bay sang Argentina ghi hình chương trình thực tế về du lịch Traveller.
- Tháng 1 năm 2020: Tổ chức fanmeeting tại Hàn Quốc và Thái Lan, ngoài ra anh còn dự định tổ chức fanmeeting tại Đài Loan và Philippines vào tháng 2 năm 2020, nhưng do dịch covid 19 nên fanmeeting tổ chức tại 2 địa điểm này đã bị hủy.
- Tháng 1 và tháng 2 năm 2020: Tập trung sáng tác và sản xuất các bài bát để dành tặng fan.
- Tháng 3 năm 2020: Phát hành mini album đầu tay có tên LAYERS và tham gia các hoạt động quảng bá trong tháng 3 và đầu tháng 4 năm 2020.
- Từ đầu tháng 4 đến cuối tháng 11 năm 2020: Đóng vai chính trong bộ phim truyền hình More Than Friends.
- Từ tháng 1 đến tháng 4 năm 2021: Tham gia diễn xuất trong bộ phim điện ảnh The Ranch.

#### Các thông tin khác
Ong Seong Wu sở hữu một tính cách hòa đồng, dễ chịu và chân thành, luôn vui vẻ và tràn đầy năng lượng. Theo tổ chế tác Produce 101 Mùa 2, “Ong Seong Wu là thực tập sinh đã mang lại tiếng cười cho tất cả mọi người ngay cả trong những cảnh quay khó khăn”.  Khi hoạt động trong nhóm Wanna One, anh đóng vai trò làm người “khuấy động không khí”. Ong Seong Wu còn là một chàng trai rất tinh tế, sâu sắc, ngọt ngào, giàu tình cảm, lịch thiệp, điềm tĩnh. Trong bài phỏng vấn với PD Kim Shin Young của chương trình Wanna One GO, ông cũng đã dành những lời có cánh cho anh: “Ong Seong Wu thật sự là một người rất dịu dàng, lịch thiệp và cậu ấy chắc chắn là người đã nhận được sự giáo dục rất tốt từ gia đình. Một người có sự quan tâm, chu đáo như vậy chắc chắn phải là người lớn lên bằng rất nhiều sự yêu thương. Và một người trưởng thành bằng sự yêu thương như vậy thì sự quan tâm, yêu thương người khác của họ cũng rất lớn”. Nam diễn viên Kim Dowan đóng vai Sanghoon trong bộ phim Khoảnh khắc tuổi 18 đã nhắc tới anh trong một bài phỏng vấn: “Ong Seong Wu rất quan tâm đến mọi người xung quanh và là người tạo bầu không khí trên trường quay”.
Ong Seong Wu là một người rất trân trọng và nâng niu tình cảm của người hâm mộ dành cho mình. Mỗi khi nhìn thấy fan cầm slogan hoặc bảng tên của mình, dù fan ở xa hay ở gần, anh sẽ đến vẫy tay chào fan và eye contact với họ. Anh luôn nở nụ cười, giao tiếp bằng mắt, có những cử chỉ ngọt ngào với fan ở mỗi buổi phát sóng âm nhạc hay cả những buổi fansign. Anh thậm chí còn nhớ rõ những ai là người chưa được nhận quà ở buổi ký tặng. Sau đó anh đã nhờ bảo an đưa quà đến tận tay fan. Ngoài ra anh còn nhớ rõ từng tài khoản twitter của fan. Dù anh đã gặp một fan nào đó cách đây một tháng hay một năm, sau khi gặp lại anh vẫn nhớ rõ đã từng gặp fan đó ở đâu. Thái độ lịch thiệp, đáng yêu với tất cả mọi người của Ong Seong Wu còn được lòng rất nhiều fan của các nhóm nhạc và ca sỹ khác.
Ong Seong Wu còn là cậu con trai tình cảm và hiếu thảo với cha mẹ. Ngay sau khi nhận được khoản thu nhập đầu tiên, đầu năm 2018 anh đã mua một ngôi nhà mới cho cha mẹ mình. Ngày 8 tháng 5 năm 2018, trong cuộc bầu chọn “Ngôi sao sẵn sàng tặng món quà lớn cho cha mẹ vào Ngày Cha Mẹ (của Hàn Quốc)”, Ong Seong Wu đã đứng thứ nhất với 1.336 số phiếu, chiếm 48,6% tổng số phiếu bầu chọn. Anh cũng đã báo đáp cha mẹ mình bằng cách đưa cha mẹ và chị gái đi du lịch Nhật Bản vào tháng 9 năm 2018, sau đó vào dịp Tết nguyên đán tháng 2 năm 2019, anh đã đưa đại gia đình 13 người đi du lịch ở Đà Nẵng, Việt Nam.
Trong cuộc phỏng vấn với tạp chí ELLE số phát hành tháng 3 năm 2019, Ong Seong Wu cho biết phương châm sống của anh luôn là: “Hãy sống thật quyến rũ”. "Tôi không muốn sự quyến rũ của mình bị giới hạn, tôi muốn thể hiện nhiều nét quyến rũ khác nhau. Đôi lúc thật hài hước, đôi lúc nghiêm túc và đôi lúc là sự tin cậy". Còn trong cuộc phỏng vấn với tạp chí GQ số phát hành tháng 11 năm 2017, anh cho biết: "Nếu được sinh ra một lần nữa thì tôi vẫn muốn được sinh ra là chính tôi".
Ong Seong Wu có 3 đặc biệt nổi bật mà tất cả mọi người mỗi khi tình cờ được gặp anh đều có chung nhận xét, đó là: khuôn mặt cực nhỏ, siêu cấp đẹp trai ở ngoài đời thực (đẹp gấp nhiều lần trên ảnh), vô cùng lịch thiệp.

## Các bộ phim tham gia

### Phim điện ảnh
| Năm  | Công ty phát hành   | Tên phim            | Vai diễn              | Ngày quay phim          | Ngày phát hành | Ghi chú           | Tham khảo |
| ---- | ------------------- | ------------------- | --------------------- | ----------------------- | -------------- | ----------------- | --------- |
| 2017 | Fantagio            | Seongwoo is alright | Seongwoo              | ―                       | 19/06/2017     | Phim ngắn         | [ 9 ]     |
| 2022 | Netflix             | Seoul Vibe          | Joonki                | 01/08/2021 – 07/02/2022 | 26/08/2022     | Quái xế MacGyver  | [ 40 ]    |
| 2022 | Lotte Entertainment | Life is Beautiful   | Park Jeongwoo         | 25/09/2019 – 14/02/2020 | 28/09/2022     | Sinh viên đại học | [ 41 ]    |
| 2022 | Lotte Entertainment | Cattle Run          | Kang Junghoon         | 22/01/2021 – 14/04/2021 | 2022           | Bác sĩ thú y      | [ 42 ]    |
| 2023 | Lotte Entertainment | 20th Century Girl   | Joseph / Pung Joon-ho | ―                       | 2023           | Cameo             | ―         |
| 2023 | Lotte Entertainment | Starlight Falls     | Choi Kyungsoo         | 15/04/2022 – 20/07/2022 | 2023           | ―                 | [ 43 ]    |

### Phim truyền hình
| Năm  | Kênh     | Tên phim                       | Vai diễn    | Ngày quay phim          | Ngày phát sóng          | Số tập | Ghi chú                |
| ---- | -------- | ------------------------------ | ----------- | ----------------------- | ----------------------- | ------ | ---------------------- |
| 2017 | Naver TV | Web drama: 'Idol Fever'        | Seongwoo    | ―                       | 10/07/2017 – 11/07/2017 | 2      | Cameo                  |
| 2019 | JTBC     | At Eighteen                    | Choi Junwoo | 17/04/2019 – 09/09/2019 | 22/07/2019 – 10/09/2019 | 16     | Nam sinh               |
| 2020 | JTBC     | More Than Friends              | Lee Soo     | 13/04/2020 – 24/11/2020 | 25/09/2020 – 28/11/2020 | 16     | Nhiếp ảnh gia          |
| 2021 | Kakao TV | Would you like a cup of coffee | Kang Gobi   | 31/05/2021 – 31/07/2021 | 24/10/2021 – 02/12/2021 | 12     | Nhân viên pha chế cafe |
| 2023 | JTBC     | Strong Woman Kang Namsoon      | Kang Heesik | ―                       | 07/10/2023 – 26/11/2023 | 16     | Thám tử                |

## Danh sách đĩa nhạc

### Sáng tác
| Năm                      | Album                    | Bài hát                              | Phần                     | Phần                         | Phần                     | Phần                         |
| Năm                      | Album                    | Bài hát                              | Viết lời                 | Cùng với                     | Soạn nhạc                | Cùng với                     |
| THÀNH VIÊN CỦA WANNA ONE | THÀNH VIÊN CỦA WANNA ONE | THÀNH VIÊN CỦA WANNA ONE             | THÀNH VIÊN CỦA WANNA ONE | THÀNH VIÊN CỦA WANNA ONE     | THÀNH VIÊN CỦA WANNA ONE | THÀNH VIÊN CỦA WANNA ONE     |
| ------------------------ | ------------------------ | ------------------------------------ | ------------------------ | ---------------------------- | ------------------------ | ---------------------------- |
| 2018                     | 1÷χ=1 (Undivided)        | Hourglass (Prod. Heize)              | Yes                      | Heize, Lee Daehwi            | No                       | –                            |
| NGHỆ SĨ SOLO             |                          |                                      |                          |                              |                          |                              |
| 2020                     | LAYERS                   | Gravity                              | Yes                      | Jaesuk (Bạn thân), Ssolsirae | Yes                      | Jaesuk (Bạn thân), Ssolsirae |
| 2020                     | LAYERS                   | 너를 위한 카페 (Cafe)                | Yes                      | Jaesuk (Bạn thân), Ssolsirae | Yes                      | Jaesuk (Bạn thân), Ssolsirae |
| 2020                     | LAYERS                   | 또, 다시 나를 마주한 채 (After Dark) | Yes                      | Jaesuk (Bạn thân), Ssolsirae | Yes                      | Jaesuk (Bạn thân), Ssolsirae |
| 2020                     | LAYERS                   | Bye Bye                              | Yes                      | Jaesuk (Bạn thân), Ssolsirae | Yes                      | Jaesuk (Bạn thân), Ssolsirae |
| 2020                     | LAYERS                   | Guess Who                            | Yes                      | Jaesuk (Bạn thân), Ssolsirae | Yes                      | Jaesuk (Bạn thân), Ssolsirae |
| 2020                     | LAYERS                   | We Belong                            | Yes                      | Jaesuk (Bạn thân), Ssolsirae | Yes                      | Jaesuk (Bạn thân), Ssolsirae |

### Mini-album
| Tên    | Chi tiết                                                                                         | Danh sách bài hát                                                               | Thứ hạng cao nhất | Doanh số      |
| Tên    | Chi tiết                                                                                         | Danh sách bài hát                                                               | KOR               | Doanh số      |
| ------ | ------------------------------------------------------------------------------------------------ | ------------------------------------------------------------------------------- | ----------------- | ------------- |
| LAYERS | - Phát hành: Ngày 25 tháng 3 năm 2020 - Hãng đĩa: Kakao M, Fantagio - Định dạng: CD, Tải nhạc số | Danh sách 1. GRAVITY 2. CAFE 3. AFTER DARK 4. BYE BYE 5. GUESS WHO 6. WE BELONG | 3                 | - KOR: 70,106 |

### Đĩa đơn (Singles)
| Năm       | Tên bài hát                                          | Thứ hạng cao nhất | Album          |
| Năm       | Tên bài hát                                          | KOR               | Album          |
| Hát chính | Hát chính                                            | Hát chính         | Hát chính      |
| --------- | ---------------------------------------------------- | ----------------- | -------------- |
| 2020      | GRAVITY                                              | 107               | Layers         |
| Song ca   |                                                      |                   |                |
| 2020      | DIDN'T SAY ANYTHING (Baek Ji Young ft. Ong Seong Wu) | 81                | Digital Single |

### Video âm nhạc
| Năm                      | Tên video âm nhạc            | Ngày phát hành           | Album                                           |
| THÀNH VIÊN CỦA WANNA ONE | THÀNH VIÊN CỦA WANNA ONE     | THÀNH VIÊN CỦA WANNA ONE | THÀNH VIÊN CỦA WANNA ONE                        |
| ------------------------ | ---------------------------- | ------------------------ | ----------------------------------------------- |
| 2017                     | ENERGETIC                    | 7 tháng 8                | 1X1=1 (To Be One)                               |
| 2017                     | BURN IT UP (Extended Ver.)   | 10 tháng 8               | 1X1=1 (To Be One)                               |
| 2017                     | BEAUTIFUL (Movie ver.)       | 13 tháng 11              | 1-1=0 (Nothing Without You)                     |
| 2017                     | BEAUTIFUL (Performance ver.) | 20 tháng 11              | 1-1=0 (Nothing Without You)                     |
| 2018                     | I.P.U (Special Theme Track)  | 5 tháng 3                | 0+1=1 (I Promise You)                           |
| 2018                     | BOOMERANG                    | 19 tháng 3               | 0+1=1 (I Promise You)                           |
| 2018                     | LIGHT                        | 4 tháng 6                | 1÷x=1 (Undivided)                               |
| 2018                     | SPRING BREEZE                | 19 tháng 11              | 1¹¹=1 (Power of Destiny)                        |
| NGHỆ SĨ SOLO             |                              |                          |                                                 |
| 2019                     | HEART SIGN                   | 11 tháng 6               | 2019 Pepsi x Starship Entertainment Project     |
| 2019                     | OUR STORY                    | 5 tháng 8                | "At Eighteen" OST Part 2                        |
| 2020                     | WE BELONG                    | 9 tháng 1                | Digital Single                                  |
| 2020                     | GRAVITY                      | 25 tháng 3               | Layers                                          |
| 2020                     | DIDN'T SAY ANYTHING          | 12 tháng 5               | Digital Single (Baek Ji Young ft. Ong Seong Wu) |

### Xuất hiện trong video âm nhạc
| Năm  | Tên video âm nhạc      | Vai trò   | Ngày phát hành | Nghệ sĩ   |
| ---- | ---------------------- | --------- | -------------- | --------- |
| 2017 | BEAUTIFUL (Movie ver.) | Diễn xuất | 13 tháng 11    | Wanna One |
| 2017 | ONLY YOU               | Diễn xuất | 27 tháng 11    | Huh Gak   |

## Các hoạt động khác

### Chương trình truyền hình
| Năm                      | Kênh                     | Tên chương trình                                  | Tập                      | Chú thích                                            |
| THÀNH VIÊN CỦA WANNA ONE | THÀNH VIÊN CỦA WANNA ONE | THÀNH VIÊN CỦA WANNA ONE                          | THÀNH VIÊN CỦA WANNA ONE | THÀNH VIÊN CỦA WANNA ONE                             |
| ------------------------ | ------------------------ | ------------------------------------------------- | ------------------------ | ---------------------------------------------------- |
| 2017                     | KBS 2                    | Happy Together 3                                  | Tập 510, 511, 512        | Tham gia cùng Jisung, Minhyun, Daniel, Jihoon        |
| 2017                     | KBS 2                    | The Return of Superman                            | Tập 194, 195             | Tham gia cùng Jisung, Daniel, Jihoon                 |
| 2017                     | MBC Every1               | Weekly Idol                                       | Tập 315, 316             | Cả nhóm                                              |
| 2017                     | TvN                      | SNL Korea 9                                       | Tập 194, 195             | Cả nhóm                                              |
| 2017                     | Mnet                     | M Countdown                                       |                          | MC đặc biệt cùng Minhyun                             |
| 2017                     | Mnet                     | KCON 2017 LOS ANGELES                             |                          | MC đặc biệt cùng Daehwi, Kuanlin                     |
| 2017                     | MBC                      | Idol Men                                          |                          | Cả nhóm                                              |
| 2017                     | KBS                      | Immortal Songs: Singing the Legend - Summer Story | Tập 318                  | Cả nhóm                                              |
| 2017                     | Mnet                     | Mwave Meet&Greet                                  |                          | Cả nhóm                                              |
| 2017                     | Channel A                | A Man Who Feeds the Dog                           |                          | Cả nhóm                                              |
| 2017                     | SBS                      | One Night of TV Entertainment                     |                          | Cả nhóm                                              |
| 2017                     | SBS                      | Master Key                                        | Tập 1, 4 – 10            | Thành viên cố định cùng Daniel                       |
| 2017                     | SBS                      | Inkigayo                                          |                          | MC đặc biệt cùng Daniel                              |
| 2017                     | SBS                      | 2017 SBS Gayo Daejun                              |                          | Cả nhóm                                              |
| 2017                     | KBS2                     | 2017 KBS Gayo Daechukje                           |                          | Cả nhóm                                              |
| 2017                     | SBS                      | 2017 SBS Entertainment Awards                     |                          | Tham gia cùng Daniel                                 |
| 2017                     | MBC                      | 2017 MBC Gayo Daejejeon                           |                          | Cả nhóm                                              |
| 2018                     | MBC                      | Living Together in Empty Room                     | Tập 25 - 29              | Tham gia cùng Jaehwan, Daniel                        |
| 2018                     | Mnet                     | I Can See Your Voice 5                            | Tập 3                    | Cả nhóm                                              |
| 2018                     | MBC                      | Section TV                                        |                          | Cả nhóm                                              |
| 2018                     | MBC                      | Radio Star                                        | Tập 560                  | Tham gia cùng Daniel, Woojin                         |
| 2018                     | KBS2                     | Hello Counselor                                   | Tập 360                  | Tham gia cùng Minhyun, Jaehwan                       |
| 2018                     | KBS2                     | School Attack                                     |                          | Cả nhóm                                              |
| 2018                     | JTBC                     | Knowing Brothers                                  | Tập 122                  | Cả nhóm                                              |
| 2018                     | JTBC                     | Sugar Man                                         | Tập 9                    | Cả nhóm                                              |
| 2018                     | JTBC                     | Idol Room                                         | Tập 1, 33                | Cả nhóm                                              |
| 2018                     | JTBC                     | Please Take Care of My Refrigerator               | Tập 182, 183             | Tham gia cùng Daniel                                 |
| 2018                     | MBC                      | New Life For Children Radio                       |                          | Cả nhóm                                              |
| 2018                     | SBS                      | Law of The Jungle in Sabah                        | Tập 325 – 329            | Tham gia cùng Sungwoon                               |
| 2018                     | TvN                      | Amazing Saturday                                  | Tập 14                   | Tham gia cùng Daehwi                                 |
| 2018                     | Olleh TV                 | Amigo TV Season 4                                 |                          | Cả nhóm                                              |
| 2018                     | Mnet                     | Produce 48                                        | Tập 12 (Chung kết)       | Cả nhóm                                              |
| 2018                     | KBS2                     | Happy Together 4                                  | Tập 6                    | Cả nhóm                                              |
| 2018                     | JTBC                     | Knowing Brothers                                  | Tập 156                  | Cả nhóm                                              |
| 2018                     | KBS2                     | Entertainment Weekly                              |                          | Cả nhóm                                              |
| 2018                     | SBS                      | 2018 SBS Gayo Daejun                              |                          | Cả nhóm                                              |
| 2018                     | KBS2                     | 2018 KBS Gayo Daechukje                           |                          | Cả nhóm                                              |
| 2018                     | MBC                      | 2018 MBC Gayo Daejejeon                           |                          | Cả nhóm                                              |
| NGHỆ SĨ SOLO             |                          |                                                   |                          |                                                      |
| 2020                     | JTBC                     | Traveler Argentina                                | Tập 1 - 10               | Thành viên cố định cùng Kang Ha Neul và Ahn Jae Hong |
| 2020                     | MBC                      | Omniscient Interfering View                       | Tập 95, 96               | Tham gia cùng quản lý                                |
| 2020                     | MBC                      | Radio Star                                        | Tập 661                  | Khách mời                                            |
| 2020                     | SBS                      | Master in the House                               | Tập 112, 113             | Tham gia là quản gia trong một ngày                  |
| 2020                     | SBS                      | Running Man                                       | Tập 496                  | Khách mời                                            |
| 2020                     | Mnet                     | TMI News                                          | Tập 34                   | Tham gia là phóng viên tập sự                        |
| 2020                     | KBS2                     | Yoo Hee Yeol's Sketchbook                         | Tập 484                  | Khách mời                                            |

### Chương trình thực tế
| Năm                      | Kênh            | Tên chương trình                                     | Số tập          |
| TRƯỚC KHI DEBUT          | TRƯỚC KHI DEBUT | TRƯỚC KHI DEBUT                                      | TRƯỚC KHI DEBUT |
| ------------------------ | --------------- | ---------------------------------------------------- | --------------- |
| 2017                     | Mnet            | Produce 101 Mùa 2                                    | 11              |
| THÀNH VIÊN CỦA WANNA ONE |                 |                                                      |                 |
| 2017                     | Mnet            | Wanna One GO                                         | 2               |
| 2017                     | SBS Mobidic     | Wanna City                                           | 4               |
| 2017                     | Mnet            | Wanna One GO: ZERO BASE                              | 8               |
| 2017                     | Mnet            | WANNA ONE COMEBACK (Nothing Without You)             | 1               |
| 2018                     | Mnet            | WANNA ONE COMEBACK (I Promise You)                   | 1               |
| 2018                     | Mnet            | Wanna One GO in Jeju                                 | 3               |
| 2018                     | Mnet            | Wanna One GO: X-CON                                  | 5               |
| 2018                     | Olleh TV        | Wanna Travel                                         | 12              |
| 2018                     | V Live          | LieV                                                 | 1               |
| 2018                     | V Live          | Star Road                                            | 24              |
| 2018                     | Mnet            | WANNA ONE COMEBACK (Power Of Destiny)                | 1               |
| 2018                     | Olleh TV        | Wanna Travel Season 2                                | 9               |
| NGHỆ SỸ SOLO             |                 |                                                      |                 |
| 2020                     | V Live          | ONG SEONG WU 1st Mini Album 'LAYERS' Online Showcase | 1               |

### Radio
| Năm                      | Kênh                     | Tên chương trình                  | Ngày                     | Chú thích                                       |
| THÀNH VIÊN CỦA WANNA ONE | THÀNH VIÊN CỦA WANNA ONE | THÀNH VIÊN CỦA WANNA ONE          | THÀNH VIÊN CỦA WANNA ONE | THÀNH VIÊN CỦA WANNA ONE                        |
| ------------------------ | ------------------------ | --------------------------------- | ------------------------ | ----------------------------------------------- |
| 2017                     | KBS Cool FM              | Park Myung-soo's Radio Show       | 24 tháng 8               | Cả nhóm                                         |
| 2017                     | KBS Cool FM              | Lee Hong-ki's Kiss the Radio      | 28 tháng 8               | Cả nhóm                                         |
| 2017                     | SBS Power FM             | Choi Hwa-jung's Power Time        | 29 tháng 8               | Cả nhóm                                         |
| 2018                     | TBS FM                   | Choi Il-goo's Hurricane Radio     | 5 tháng 6                | Tham gia cùng Jihoon, Jinyoung, Daehwi, Kuanlin |
| 2018                     | SBS Power FM             | Choi Hwa-jung's Power Time        | 5 tháng 6                | Tham gia cùng Jihoon, Jinyoung, Daehwi, Kuanlin |
| NGHỆ SĨ SOLO             |                          |                                   |                          |                                                 |
| 2019                     | SBS Power FM             | Cultwo Show                       | 26 tháng 2               | DJ đặc biệt                                     |
| 2019                     | V Live                   | Radio Apart                       | 4 tháng 3                | DJ đặc biệt                                     |
| 2020                     | KBS Cool FM              | Kang Hanna's Volume Up            | 25 tháng 3               | Khách mời                                       |
| 2020                     | MBC FM4U                 | Kim Shinyoung's Noon Song of Hope | 26 tháng 3               | Khách mời                                       |
| 2020                     | SBS Power FM             | Cultwo Show                       | 31 tháng 3               | Khách mời                                       |
| 2020                     | SBS Power FM             | Park Sohyun's Love Game           | 1 tháng 4                | Khách mời                                       |
| 2020                     | SBS Power FM             | Lee Joon's Young Street           | 2 tháng 4                | Khách mời                                       |
| 2020                     | SBS Power FM             | Park Sohyun's Love Game           | 23 tháng 12              | DJ đặc biệt                                     |

### Quảng cáo (CF)
| Năm                      | Sản phẩm                           | Công ty                        | Nhãn hiệu                   | Chú thích                                                                                   |
| THÀNH VIÊN CỦA WANNA ONE | THÀNH VIÊN CỦA WANNA ONE           | THÀNH VIÊN CỦA WANNA ONE       | THÀNH VIÊN CỦA WANNA ONE    | THÀNH VIÊN CỦA WANNA ONE                                                                    |
| ------------------------ | ---------------------------------- | ------------------------------ | --------------------------- | ------------------------------------------------------------------------------------------- |
| 2017                     | Quần áo (Thể thao)                 | E-Land Group                   | K-Swiss                     | Cả nhóm                                                                                     |
| 2017                     | Đồ uống có cồn                     | Hite Jinro                     | Hite Extra Cold             | Tham gia cùng Jisung, Sungwoon, Minhyun, Jaehwan, Daniel                                    |
| 2017                     | Ứng dụng điện thoại                | Naver                          | Snow                        | Cả nhóm                                                                                     |
| 2017                     | Dịch vụ thanh toán                 | Samsung                        | Samsung Pay                 | Cả nhóm                                                                                     |
| 2017                     | Nước giải khát (Cà phê)            | KOREA YAKULT                   | Cold Brew Coffee            | Cả nhóm                                                                                     |
| 2017                     | Quần áo                            | K2 Korea                       | Eider                       | Cả nhóm                                                                                     |
| 2017                     | Máy sưởi ấm tay                    | Wov Korea                      | Wov Korea                   | Cả nhóm                                                                                     |
| 2017-2018                | Trò chơi trên điện thoại           | SmileGate                      | The Musician                | Cả nhóm                                                                                     |
| 2017-2018                | Mỹ phẩm                            | AmorePacific                   | Innisfree                   | Cả nhóm                                                                                     |
| 2017-2018                | Quần áo (Đồng phục)                | IVYclub                        | IVYclub                     | Cả nhóm                                                                                     |
| 2017-2018                | Thức ăn (Kẹo)                      | Lotte Confectionery            | Yo-hi, Socola Lactobacillus | Cả nhóm                                                                                     |
| 2017-2018                | Nước giải khát có gas              | Lotte Confectionery            | Millkis Yo-Hi Water         | Cả nhóm                                                                                     |
| 2017-2018                | Thức ăn (Gà rán)                   | Mexicana                       | Mexicana Chicken            | Cả nhóm                                                                                     |
| 2017-2018                | Kính áp tròng                      | CLAIRE'S KOREA                 | LENS NINE                   | Cả nhóm                                                                                     |
| 2017-2018                | Nước hoa                           | CEO International              | CLEAN                       | Cả nhóm                                                                                     |
| 2017-2018                | Chuỗi cửa hàng đồ ăn nhanh         | Lotteria                       | Lotteria                    | Cả nhóm                                                                                     |
| 2017-2018                | Tai nghe                           | Mobifren                       | Mobifren                    | Cả nhóm                                                                                     |
| 2017-2018                | Thức ăn (Sô-cô-la)                 | Lotte Confectionery            | Ghana Airlight              | Cả nhóm                                                                                     |
| 2018                     | Quần áo                            | K2 Korea                       | Eider                       | Cả nhóm                                                                                     |
| 2018                     | Nền tảng ứng dụng di động tổng hợp | Shinhan Bank Super App         | Shinhan Bank Super App      | Cả nhóm                                                                                     |
| 2018                     | Chăm sóc răng miệng                | AmorePacific                   | Pleasia                     | Cả nhóm                                                                                     |
| 2018                     | Đồ uống (Vitamin)                  | Kwangdong Pharmaceutical       | Vita500                     | Cả nhóm                                                                                     |
| 2018                     | Nền tảng ứng dụng di động tổng hợp | Gmarket                        | Gmarket App                 | Cả nhóm                                                                                     |
| 2018                     | Quần áo (Thể thao)                 | Reebok Korea                   | Reebok                      | Cả nhóm                                                                                     |
| 2018                     | Phụ kiện thời trang                | NexTem                         | Clavis                      | Người mẫu độc quyền cùng Jihoon                                                             |
| 2018                     | Quần áo                            | CJ O Shopping                  | Ce.&                        | Tham gia cùng Jisung, Sungwoon, Minhyun, Jaehwan, Jihoon, Woojin, Jinyoung, Daehwi, Kuanlin |
| 2018                     | Thức ăn (Kem)                      | Binggrae                       | Binggrae Supercone          | Cả nhóm                                                                                     |
| 2018                     | Nền tảng ứng dụng di động tổng hợp | Netmarble                      | MODOO MARBLE                | Cả nhóm                                                                                     |
| NGHỆ SĨ SOLO             |                                    |                                |                             |                                                                                             |
| 2019                     | Quần áo (Quần Jean)                | Bang Bang Co., Ltd.            | BANG BANG                   | Người mẫu độc quyền cùng Mina (Gugudan)                                                     |
| 2019                     | Quần áo (Thể thao)                 | Samsung's Cheil Industries     | BEANPOLE SPORT              | Người mẫu độc quyền cùng Jeon Somi                                                          |
| 2019                     | Thuốc nhỏ mắt nhân tạo             | Hyundai Pharmaceutical         | RUPING                      | Người mẫu độc quyền                                                                         |
| 2019                     | Đồ uống                            | Pepsi Korea                    | PEPSI                       | Người mẫu độc quyền                                                                         |
| 2019                     | Nước hoa                           | Atelier Cologne Korea          | ATELIER COLOGNE             | Người mẫu độc quyền                                                                         |
| 2019 - 2020              | Pyjama, Thú bông                   | Euro Home Furnishing Co., Ltd. | THE SPRING HOME             | Người mẫu độc quyền                                                                         |
| 2019 - 2020              | Mỹ phẩm (Son môi, Kem nền)         | Kat Maconie Beauty Korea       | KAT MACONIE                 | Người mẫu độc quyền                                                                         |
| 2020                     | Mỹ phẩm (Kem dưỡng da)             | La Mer Korea                   | LA MER                      | Người mẫu độc quyền                                                                         |
| 2021                     | Nền tảng mua sắm trực tuyến        | StyleC Corporation             | STYLE C                     | Người mẫu độc quyền                                                                         |
| 2021                     | Mỹ phẩm (Kem dưỡng da)             | Amore Pacific                  | PRIMERA                     | Người mẫu độc quyền                                                                         |

### Người mẫu tạp chí
| Năm                      | Tên tạp chí              | Số phát hành             | Ghi chú                                   |
| THÀNH VIÊN CỦA WANNA ONE | THÀNH VIÊN CỦA WANNA ONE | THÀNH VIÊN CỦA WANNA ONE | THÀNH VIÊN CỦA WANNA ONE                  |
| ------------------------ | ------------------------ | ------------------------ | ----------------------------------------- |
| 2017                     | 1st Look                 | Tháng 7 (Vol.137)        | Cả nhóm                                   |
| 2017                     | CéCi Another Choice      | Tháng 8                  | Cả nhóm                                   |
| 2017                     | Singles                  | Tháng 8                  | Cả nhóm                                   |
| 2017                     | Asta TV                  | Tháng 8                  | Cả nhóm                                   |
| 2017                     | Weekly DongA             | Tháng 9 (Vol.1104)       | Xuất hiện cùng Jihoon                     |
| 2017                     | CéCi Another Choice      | Tháng 10                 | Cả nhóm                                   |
| 2017                     | Star1                    | Tháng 11 (Vol.68)        | Cả nhóm                                   |
| 2017                     | GQ Korea                 | Tháng 11                 | Cả nhóm                                   |
| 2018                     | High Cut                 | Tháng 2 (Vol.216)        | Cả nhóm                                   |
| 2018                     | Star1                    | Tháng 4 (Vol.73)         | Cả nhóm                                   |
| 2018                     | The Star Korea           | Tháng 5                  | Xuất hiện cùng Kuanlin                    |
| 2018                     | The Star Japan           | Tháng 8                  | Xuất hiện cùng Kuanlin                    |
| 2018                     | 1st Look                 | Tháng 9 (Vol.162)        | Cả nhóm                                   |
| 2018                     | Dicon                    | Tháng 12 (Vol.4)         | Cả nhóm                                   |
| NGHỆ SĨ SOLO             |                          |                          |                                           |
| 2019                     | Elle Korea               | Tháng 3                  | ―                                         |
| 2019                     | GQ Korea                 | Tháng 4                  | ―                                         |
| 2019                     | Star1                    | Tháng 4                  | Người mẫu trang bìa                       |
| 2019                     | W Korea                  | Tháng 9                  | Hợp tác với hãng nước hoa Atelier Cologne |
| 2019                     | Marie Claire             | Tháng 10                 | ―                                         |
| 2019                     | Harper's Bazaar          | Tháng 12                 | Hợp tác với hãng nước hoa Atelier Cologne |
| 2020                     | Vogue                    | Tháng 4                  | ―                                         |
| 2020                     | Esquire                  | Tháng 5                  | ―                                         |
| 2020                     | Cosmopolitan             | Tháng 6                  | Người mẫu trang bìa                       |
| 2020                     | Harper's Bazaar          | Tháng 12                 | Hợp tác với hãng mỹ phẩm LA MER Korea     |
| 2021                     | GQ Korea                 | Tháng 1                  | ―                                         |
| 2021                     | Hallyu Pia Japan         | Tháng 3                  | ―                                         |
| 2021                     | Cosmopolitan             | Tháng 4                  | Hợp tác với thương hiệu mỹ phẩm PRIMERA   |
| 2021                     | Allure Korea             | Tháng 7                  | ―                                         |
| 2021                     | Marie Claire             | Tháng 11                 | ―                                         |
| 2022                     | Esquire                  | Tháng 4                  | ―                                         |

### Đại sứ
| Năm  | Tên                                                                | Thành phố | Quốc gia | Thời gian               |
| ---- | ------------------------------------------------------------------ | --------- | -------- | ----------------------- |
| 2019 | Đại sứ Quan hệ Công chúng của Văn phòng Giáo dục Thành phố Incheon | Incheon   | Hàn Quốc | 7 tháng 3 – 31 tháng 12 |
| 2021 | Đại sứ Quan hệ Công chúng của Văn phòng Giáo dục Thành phố Incheon | Incheon   | Hàn Quốc | 6 tháng 4 – 31 tháng 12 |

### Sự kiện
| Năm  | Tên sự kiện                        | Ngày        | Vai trò            | Thành phố | Quốc gia   | Địa điểm                             |
| ---- | ---------------------------------- | ----------- | ------------------ | --------- | ---------- | ------------------------------------ |
| 2019 | VALENTINO Event in Hong Kong       | 14 tháng 3  | Khách mời          | Hồng Kông | Trung Quốc | Landmark Valentino                   |
| 2019 | KPO (LG Twins vs Lotte Giants)     | 31 tháng 3  | Ném bóng mở màn    | Seoul     | Hàn Quốc   | Sân vận động Olympic Seoul           |
| 2019 | 55th Baeksang Arts Awards          | 1 tháng 5   | Người trao giải    | Seoul     | Hàn Quốc   | Trung tâm hội nghị và triển lãm COEX |
| 2019 | GUCCI Cruise 2020 Collection       | 1 tháng 10  | Khách mời          | Seoul     | Hàn Quốc   | ―                                    |
| 2019 | ATELIER COLOGNE Pop-Up Store Event | 10 tháng 10 | Người mẫu đại diện | Seoul     | Hàn Quốc   | Hyundai Department Store             |
| 2020 | The Man Standing Next VIP Movie    | 20 tháng 1  | Khách mời          | Seoul     | Hàn Quốc   | COEX                                 |

### MC
| Năm  | Kênh   | Tên chương trình          | Ngày                    | Thành phố | Quốc gia | Địa điểm   | Chú thích                             |
| ---- | ------ | ------------------------- | ----------------------- | --------- | -------- | ---------- | ------------------------------------- |
| 2018 | MBC    | Show! Music Core          | 24 tháng 2 – 20 tháng 9 | Seoul     | Hàn Quốc | MBC Studio | Cùng với Mark (NCT) và Mina (Gugudan) |
| 2019 | V Live | Lễ khai mạc K-WORLD FESTA | 15 tháng 8              | Seoul     | Hàn Quốc | KSPO DOME  | Cùng với Oh Jung Yeon                 |

### Fansign
| Năm  | Tên buổi ký tặng                         | Ngày        | Thành phố | Quốc gia | Địa điểm               |
| ---- | ---------------------------------------- | ----------- | --------- | -------- | ---------------------- |
| 2019 | THE SPRING HOME 1st Solo Fansign Event   | 3 tháng 5   | Seoul     | Hàn Quốc | ―                      |
| 2019 | RUPING Fansign Event                     | 17 tháng 5  | Seoul     | Hàn Quốc | Yeouido IFC Mall       |
| 2019 | BANG BANG Fansign Event                  | 27 tháng 9  | Seoul     | Hàn Quốc | BANG BANG Main Store   |
| 2019 | THE SPRING HOME Fansign Event in Bangkok | 9 tháng 11  | Bangkok   | Thái Lan | Siam Square One Mall   |
| 2019 | BEANPOLE SPORT Fansign Event             | 22 tháng 11 | Busan     | Hàn Quốc | Busan Centum City Mall |
| 2019 | BEANPOLE SPORT Fansign Event             | 23 tháng 11 | Seoul     | Hàn Quốc | Lotte Department Store |
| 2019 | KAT MACONIE Fansign Event                | 20 tháng 12 | Seoul     | Hàn Quốc | Aritaum Live Kangnam   |
| 2020 | BANG BANG Fansign Event                  | 15 tháng 1  | Seoul     | Hàn Quốc | BANG BANG Main Store   |
| 2020 | THE SPRING HOME Fansign Event            | 30 tháng 1  | Seoul     | Hàn Quốc | ―                      |

## Concert và Fanmeeting

### Fanmeeting
| Năm                      | Tên Fanmeeting                                                         | Ngày               | Thành phố    | Quốc gia    | Địa điểm                        |
| ------------------------ | ---------------------------------------------------------------------- | ------------------ | ------------ | ----------- | ------------------------------- |
| THÀNH VIÊN CỦA WANNA ONE |                                                                        |                    |              |             |                                 |
| 2017                     | WANNA ONE 1st FANMEETING IN BANGKOK                                    | 16 tháng 9         | Bangkok      | Thái Lan    | Hall 106, Bitec Bangna          |
| 2017                     | WANNA ONE 1st FANMEETING IN SINGAPORE                                  | 22 tháng 9         | Singapore    | Singapore   | Zepp@Bigbox Singapore           |
| 2017                     | WANNA ONE 1st FANMEETING IN HONGKONG                                   | 3 tháng 10         | Hongkong     | Trung Quốc  | AsiaWorld-Expo Hall             |
| 2017                     | WANNA ONE 1st FANMEETING IN HONGKONG                                   | 4 tháng 10         | Hongkong     | Trung Quốc  | AsiaWorld-Expo Hall             |
| 2017                     | WANNA ONE 1st FANMEETING IN TAIPEI                                     | 6 tháng 10         | Đài Bắc      | Đài Loan    | NTU Sports Center               |
| 2017                     | WANNA ONE 1st FANMEETING IN TAIPEI                                     | 7 tháng 10         | Đài Bắc      | Đài Loan    | NTU Sports Center               |
| 2017                     | WANNA ONE 1st FANMEETING IN MANILA                                     | 13 tháng 10        | Manila       | Philippines | Smart Araneta Coliseum          |
| 2018                     | WANNA ONE 1st FANMEETING IN MACAU                                      | 14 tháng 1         | Macao        | Trung Quốc  | Event Center, Studio City Macau |
| 2018                     | WANNA ONE 1st FANMEETING IN KUALA LUMPUR                               | 19 tháng 1         | Kuala Lumpur | Malaysia    | Stadium Negara                  |
| 2018                     | WANNA ONE 1st FANMEETING IN JAKARTA                                    | 21 tháng 1         | Jakarta      | Indonesia   | Hall 5, ICE BSD City            |
| NGHỆ SĨ SOLO             |                                                                        |                    |              |             |                                 |
| 2019                     | ONG SEONG WU 1st FANMEETING TOUR <ETERNITY>                            | 16 tháng 3         | Bangkok      | Thái Lan    | Thunder Dome                    |
| 2019                     | ONG SEONG WU 1st FANMEETING TOUR <ETERNITY>                            | 23 tháng 3         | Kuala Lumpur | Malaysia    | Axiata Arena                    |
| 2019                     | ONG SEONG WU 1st FANMEETING TOUR <ETERNITY>                            | 6 tháng 4          | Singapore    | Singapore   | Zepp@Bigbox Singapore           |
| 2019                     | AT EIGHTEEN <FANMEETING HAPPY TOGETHER IN TAIPEI>                      | 22 tháng 9         | Đài Bắc      | Đài Loan    | Victoria Square                 |
| 2020                     | ONG SEONG WU ASIA FANMEETING <WE BELONG>                               | 11 tháng 1 (2pm)   | Seoul        | Hàn Quốc    | Kyunghee University             |
| 2020                     | ONG SEONG WU ASIA FANMEETING <WE BELONG>                               | 11 tháng 1 (7pm)   | Seoul        | Hàn Quốc    | Kyunghee University             |
| 2020                     | ONG SEONG WU ASIA FANMEETING <WE BELONG>                               | 18 tháng 1         | Bangkok      | Thái Lan    | Thunder Dome                    |
| 2020                     | ONG SEONG WU ASIA FANMEETING <WE BELONG> (Bị hủy do dịch virus corona) | 15 tháng 2         | Đài Bắc      | Đài Loan    | NTU Sports Center               |
| 2020                     | ONG SEONG WU ASIA FANMEETING <WE BELONG> (Bị hủy do dịch virus corona) | 25 tháng 2         | Manila       | Philippines | Smart Araneta Coliseum          |
| 2022                     | ONG SEONG WU FANMEETING <RE:MEET>                                      | 12 tháng 3 (2pm)   | Seoul        | Hàn Quốc    | KBS Arena                       |
| 2022                     | ONG SEONG WU FANMEETING <RE:MEET>                                      | 12 tháng 3 (7pm)   | Seoul        | Hàn Quốc    | KBS Arena                       |
| 2025                     | ONG SEONG WU FANMEETING <COMEONG>                                      | 1 tháng 2 (2pm)    | Seoul        | Hàn Quốc    | Yes24 Live Hall                 |
| 2025                     | ONG SEONG WU FANMEETING <COMEONG>                                      | 1 tháng 2 (6h30pm) | Seoul        | Hàn Quốc    | Yes24 Live Hall                 |
| 2025                     | ONG SEONG WU FANMEETING <COMEONG>                                      | 8 tháng 2          | Bangkok      | Thái Lan    | Idea Live, Bravo BKK            |
| 2025                     | ONG SEONG WU FANMEETING <COMEONG>                                      | 14 tháng 2         | Tokyo        | Nhật Bản    | Hokutopia Sakura Hall           |

### Concert
| Năm                      | Tên Concert                             | Ngày                     | Thành phố                | Quốc gia                 | Địa điểm                                       |
| THÀNH VIÊN CỦA WANNA ONE | THÀNH VIÊN CỦA WANNA ONE                | THÀNH VIÊN CỦA WANNA ONE | THÀNH VIÊN CỦA WANNA ONE | THÀNH VIÊN CỦA WANNA ONE | THÀNH VIÊN CỦA WANNA ONE                       |
| ------------------------ | --------------------------------------- | ------------------------ | ------------------------ | ------------------------ | ---------------------------------------------- |
| 2017                     | Wanna One Premier Show-Con Debut        | 7 tháng 8                | Seoul                    | Hàn Quốc                 | Gocheok Sky Dome                               |
| 2017                     | Wanna One Premier Fan-Con               | 15 tháng 12              | Seoul                    | Hàn Quốc                 | SK Olympic Handball Gymnasium                  |
| 2017                     | Wanna One Premier Fan-Con               | 16 tháng 12              | Seoul                    | Hàn Quốc                 | SK Olympic Handball Gymnasium                  |
| 2017                     | Wanna One Premier Fan-Con               | 17 tháng 12              | Seoul                    | Hàn Quốc                 | SK Olympic Handball Gymnasium                  |
| 2017                     | Wanna One Premier Fan-Con               | 23 tháng 12              | Busan                    | Hàn Quốc                 | BEXCO                                          |
| 2017                     | Wanna One Premier Fan-Con               | 24 tháng 12              | Busan                    | Hàn Quốc                 | BEXCO                                          |
| 2018                     | Wanna One World Tour - 'One: The World' | 1 tháng 6                | Seoul                    | Hàn Quốc                 | Gocheok Sky Dome                               |
| 2018                     | Wanna One World Tour - 'One: The World' | 2 tháng 6                | Seoul                    | Hàn Quốc                 | Gocheok Sky Dome                               |
| 2018                     | Wanna One World Tour - 'One: The World' | 3 tháng 6                | Seoul                    | Hàn Quốc                 | Gocheok Sky Dome                               |
| 2018                     | Wanna One World Tour - 'One: The World' | 21 tháng 6               | San Jose, California     | Hoa Kỳ                   | Event Center Arena                             |
| 2018                     | Wanna One World Tour - 'One: The World' | 26 tháng 6               | Dallas                   | Hoa Kỳ                   | Trung tâm Hội nghị Fort Worth                  |
| 2018                     | Wanna One World Tour - 'One: The World' | 29 tháng 6               | Chicago                  | Hoa Kỳ                   | Allstate Arena                                 |
| 2018                     | Wanna One World Tour - 'One: The World' | 2 tháng 7                | Atlanta                  | Hoa Kỳ                   | Infinite Energy Arena                          |
| 2018                     | Wanna One World Tour - 'One: The World' | 10 tháng 7               | Chiba                    | Nhật Bản                 | Makuhari Messe                                 |
| 2018                     | Wanna One World Tour - 'One: The World' | 11 tháng 7               | Chiba                    | Nhật Bản                 | Makuhari Messe                                 |
| 2018                     | Wanna One World Tour - 'One: The World' | 13 tháng 7               | Singapore                | Singapore                | Sân vận động trong nhà Singapore               |
| 2018                     | Wanna One World Tour - 'One: The World' | 15 tháng 7               | Jakarta                  | Indonesia                | Trung tâm hội nghị và triển lãm Indonesia      |
| 2018                     | Wanna One World Tour - 'One: The World' | 21 tháng 7               | Kuala Lumpur             | Malaysia                 | Axiata Arena                                   |
| 2018                     | Wanna One World Tour - 'One: The World' | 28 tháng 7               | Hồng Kông                | Trung Quốc               | AsiaWorld–Expo                                 |
| 2018                     | Wanna One World Tour - 'One: The World' | 29 tháng 7               | Hồng Kông                | Trung Quốc               | AsiaWorld–Expo                                 |
| 2018                     | Wanna One World Tour - 'One: The World' | 4 tháng 8                | Bangkok                  | Thái Lan                 | Impact Arena                                   |
| 2018                     | Wanna One World Tour - 'One: The World' | 5 tháng 8                | Bangkok                  | Thái Lan                 | Impact Arena                                   |
| 2018                     | Wanna One World Tour - 'One: The World' | 17 tháng 8               | Melbourne                | Úc                       | Hisense Arena                                  |
| 2018                     | Wanna One World Tour - 'One: The World' | 25 tháng 8               | Đào Viên                 | Đài Loan                 | Nhà thi đấu Đại học Thể thao Quốc gia Đài Loan |
| 2018                     | Wanna One World Tour - 'One: The World' | 26 tháng 8               | Đào Viên                 | Đài Loan                 | Nhà thi đấu Đại học Thể thao Quốc gia Đài Loan |
| 2018                     | Wanna One World Tour - 'One: The World' | 1 tháng 9                | Manila                   | Philippines              | Mall of Asia Arena                             |
| 2019                     | Wanna One Concert 'Therefore'           | 24 tháng 1               | Seoul                    | Hàn Quốc                 | Gocheok Sky Dome                               |
| 2019                     | Wanna One Concert 'Therefore'           | 25 tháng 1               | Seoul                    | Hàn Quốc                 | Gocheok Sky Dome                               |
| 2019                     | Wanna One Concert 'Therefore'           | 26 tháng 1               | Seoul                    | Hàn Quốc                 | Gocheok Sky Dome                               |
| 2019                     | Wanna One Concert 'Therefore'           | 27 tháng 1               | Seoul                    | Hàn Quốc                 | Gocheok Sky Dome                               |

### Các concert khác
| Năm                      | Tên Concert                                     | Ngày            | Thành phố       | Quốc gia        | Địa điểm                                     |
| TRƯỚC KHI DEBUT          | TRƯỚC KHI DEBUT                                 | TRƯỚC KHI DEBUT | TRƯỚC KHI DEBUT | TRƯỚC KHI DEBUT | TRƯỚC KHI DEBUT                              |
| ------------------------ | ----------------------------------------------- | --------------- | --------------- | --------------- | -------------------------------------------- |
| 2017                     | Produce 101 Season 2 FINALE CONCERT             | 1 tháng 7       | Seoul           | Hàn Quốc        | Olympic Park Olympic Hall                    |
| 2017                     | Produce 101 Season 2 FINALE CONCERT             | 2 tháng 7       | Seoul           | Hàn Quốc        | Olympic Park Olympic Hall                    |
| THÀNH VIÊN CỦA WANNA ONE |                                                 |                 |                 |                 |                                              |
| 2017                     | KCON 2017 LOS ANGELES                           | 20 tháng 8      | Los Angeles     | Hoa Kỳ          | Trung tâm Staples                            |
| 2017                     | 2017 Incheon International Airport Sky Festival | 3 tháng 9       | Incheon         | Hàn Quốc        | Quảng trường cỏ sân bay quốc tế Incheon      |
| 2017                     | Incheon K-pop Concert 2017                      | 9 tháng 9       | Incheon         | Hàn Quốc        | Sân vận động Incheon Munhak                  |
| 2017                     | KCON 2017 AUSTRALIA                             | 23 tháng 9      | Sydney          | Úc              | Qudos Bank Arena                             |
| 2017                     | 2017 Gangnam Festival K-pop Concert             | 29 tháng 9      | Seoul           | Hàn Quốc        | COEX Yeongdongdae-ro                         |
| 2017                     | 2017 Korea Music Festival                       | 30 tháng 9      | Seoul           | Hàn Quốc        | Gocheok Sky Dome                             |
| 2017                     | 2017 Fever Festival                             | 30 tháng 9      | Seoul           | Hàn Quốc        | Seoul Plaza                                  |
| 2017                     | 2017 Busan One Asia Festival                    | 22 tháng 10     | Busan           | Hàn Quốc        | Sân vận động chính Asiad Busan               |
| 2017                     | 2017 The Seoul Awards                           | 27 tháng 10     | Seoul           | Hàn Quốc        | Hội trường Hòa bình Trường Đại học Kyung Hee |
| 2017                     | 2017 Dream Concert in Pyeongchang               | 5 tháng 11      | Pyeongchang     | Hàn Quốc        | Sân vận động Olympic Pyeongchang             |
| 2018                     | Music Bank in Chile                             | 23 tháng 3      | Santiago        | Chile           | Movistar Arena                               |
| 2018                     | KCON 2018 JAPAN                                 | 13 tháng 4      | Chiba           | Nhật Bản        | Makuhari Messe                               |
| 2018                     | 2018 Seowon Valley Green Concert                | 27 tháng 5      | Gyeonggi        | Hàn Quốc        | Seowon Valley Golf Course                    |
| 2018                     | KCON 2018 NEW YORK                              | 24 tháng 6      | Newark          | Hoa Kỳ          | Trung tâm Prudential                         |
| 2018                     | M COUNTDOWN in TAIPEI                           | 5 tháng 7       | Đài Bắc         | Đài Loan        | Nhà thi đấu Đài Bắc                          |
| 2018                     | 2018 Ulsan Summer Festival                      | 23 tháng 7      | Ulsan           | Hàn Quốc        | Sân vận động Ulsan                           |
| 2018                     | 2018 Korea Music Festival                       | 1 tháng 8       | Seoul           | Hàn Quốc        | Gocheok Sky Dome                             |
| 2018                     | KCON 2018 LOS ANGELES                           | 11 tháng 8      | Los Angeles     | Hoa Kỳ          | Trung tâm Staples                            |
| 2018                     | 2018 DMC Festival Super Concert                 | 5 tháng 9       | Seoul           | Hàn Quốc        | Sangam Culture Square                        |
| 2018                     | 2018 Hallyu Pop Fest                            | 7 tháng 9       | Singapore       | Singapore       | Sân vận động trong nhà Singapore             |
| 2018                     | 2018 Hallyu Pop Fest                            | 8 tháng 9       | Singapore       | Singapore       | Sân vận động trong nhà Singapore             |
| 2018                     | 2018 Daegu Kpop Festival                        | 9 tháng 9       | Daegu           | Hàn Quốc        | Duryu Baseball Stadium                       |
| 2018                     | KCON 2018 THAILAND                              | 29 tháng 9      | Bangkok         | Thái Lan        | Impact, Muang Thong Thani                    |
| 2018                     | 2018 Asia Song Festival                         | 3 tháng 10      | Busan           | Hàn Quốc        | Sân vận động chính Asiad Busan               |
| 2018                     | 2018 Gangnam Festival                           | 6 tháng 10      | Seoul           | Hàn Quốc        | Youngdongdae Special Stage                   |
| 2018                     | 2018 BBQ Super Concert                          | 14 tháng 10     | Suwon           | Hàn Quốc        | Sân vận động World Cup Suwon                 |
| 2018                     | 2018 Busan One Asia Festival                    | 20 tháng 10     | Busan           | Hàn Quốc        | Sân vận động chính Asiad Busan               |
| 2018                     | 2018 Jeju Hallyu Festival                       | 4 tháng 11      | Jeju            | Hàn Quốc        | Sân vận động World Cup Jeju                  |
| NGHỆ SĨ SOLO             |                                                 |                 |                 |                 |                                              |
| 2019                     | PEPSI Concert                                   | 24 tháng 11     | Seoul           | Hàn Quốc        | Jamsil Students' Gymnasium                   |

## Giải thưởng và đề cử
| Năm                              | Lễ trao giải                          | Ngày                             | Hạng mục                            | Đề cử                            | Kết quả                          | Nguồn                            |
| LĨNH VỰC TRUYỀN HÌNH VÀ ĐIỆN ẢNH | LĨNH VỰC TRUYỀN HÌNH VÀ ĐIỆN ẢNH      | LĨNH VỰC TRUYỀN HÌNH VÀ ĐIỆN ẢNH | LĨNH VỰC TRUYỀN HÌNH VÀ ĐIỆN ẢNH    | LĨNH VỰC TRUYỀN HÌNH VÀ ĐIỆN ẢNH | LĨNH VỰC TRUYỀN HÌNH VÀ ĐIỆN ẢNH | LĨNH VỰC TRUYỀN HÌNH VÀ ĐIỆN ẢNH |
| -------------------------------- | ------------------------------------- | -------------------------------- | ----------------------------------- | -------------------------------- | -------------------------------- | -------------------------------- |
| 2019                             | 12th Korea Drama Awards               | 2 tháng 10                       | Best New Actor                      | Khoảnh khắc tuổi 18              | Đoạt giải                        | [ 48 ]                           |
| 2019                             | 12th Korea Drama Awards               | 2 tháng 10                       | Hallyu Star Award                   | Khoảnh khắc tuổi 18              | Đoạt giải                        | [ 49 ]                           |
| 2019                             | DongA's Pick                          | 8 tháng 11                       | Want To See Your Next Project Award | —                                | Đoạt giải                        | [ 50 ]                           |
| 2019                             | StarHub Night of Stars                | 24 tháng 11                      | Most Promising Actor Award          | Khoảnh khắc tuổi 18              | Đoạt giải                        | ―                                |
| 2019                             | 4th Asia Artist Awards                | 26 tháng 11                      | Rookie Actor                        | Khoảnh khắc tuổi 18              | Đoạt giải                        | [ 51 ]                           |
| 2020                             | 56th Baeksang Arts Awards             | 5 tháng 6                        | Best New Actor                      | Khoảnh khắc tuổi 18              | Đề cử                            |                                  |
| 2020                             | 15th Asia Model Awards                | 5 tháng 12                       | Popular Star Award (Male Actor)     | —                                | Đoạt giải                        | [ 52 ]                           |
| 2021                             | Hallyu Drama Memorial Book Grand Prix | 22 tháng 1                       | Best New Actor Award                | Khoảnh khắc tuổi 18              | Đoạt giải                        | ―                                |
| 2021                             | Hallyu Drama Memorial Book Grand Prix | 22 tháng 1                       | Most Anticipated Star in 2021 Award | Khoảnh khắc tuổi 18              | Đoạt giải                        | ―                                |
| 2022                             | 58th Grand Bell Awards                | 9 tháng 12                       | New Wave Award                      | Life is Beautiful                | Đoạt giải                        | ―                                |